# Mircea Albulescu
Mircea Albulescu (né Iorgu Constantin Albulescu le 4 octobre 1934 à Bucarest, Royaume de Roumanie, et mort le 8 avril 2016 dans la même ville) était un acteur, poète, et journaliste roumain.

## Biographie
Il fit partie de l’Union des écrivains de Roumanie et possède, depuis 2011, son étoile sur le Walk of Fame Bucharest (en).
Il avait fait des études d’architecture et de théâtre.
Entre 1975 et 2016, il travailla au Théâtre national de Bucarest.
Il mourut en 2016 au Floreasca Hospital (en).

## Galerie

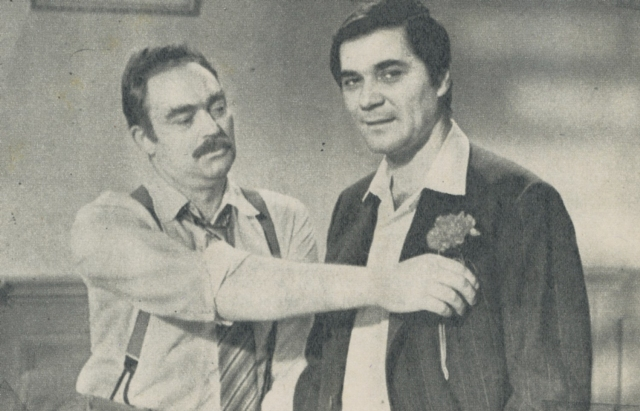
Avec Ion Besoiu
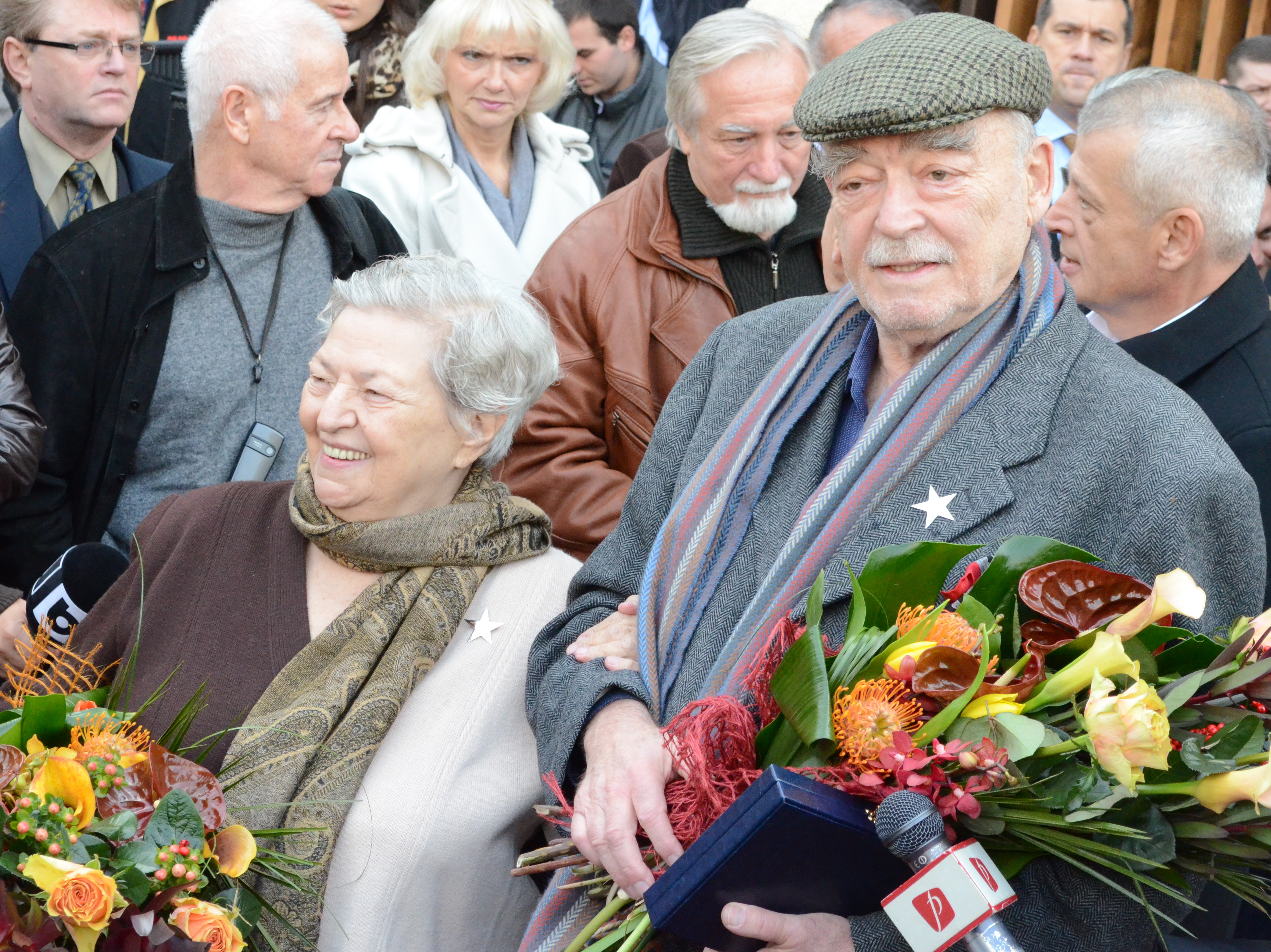
Avec Draga Olteanu Matei pour la le réception de leur étoile sur le Walk of Fame Bucharest (en)
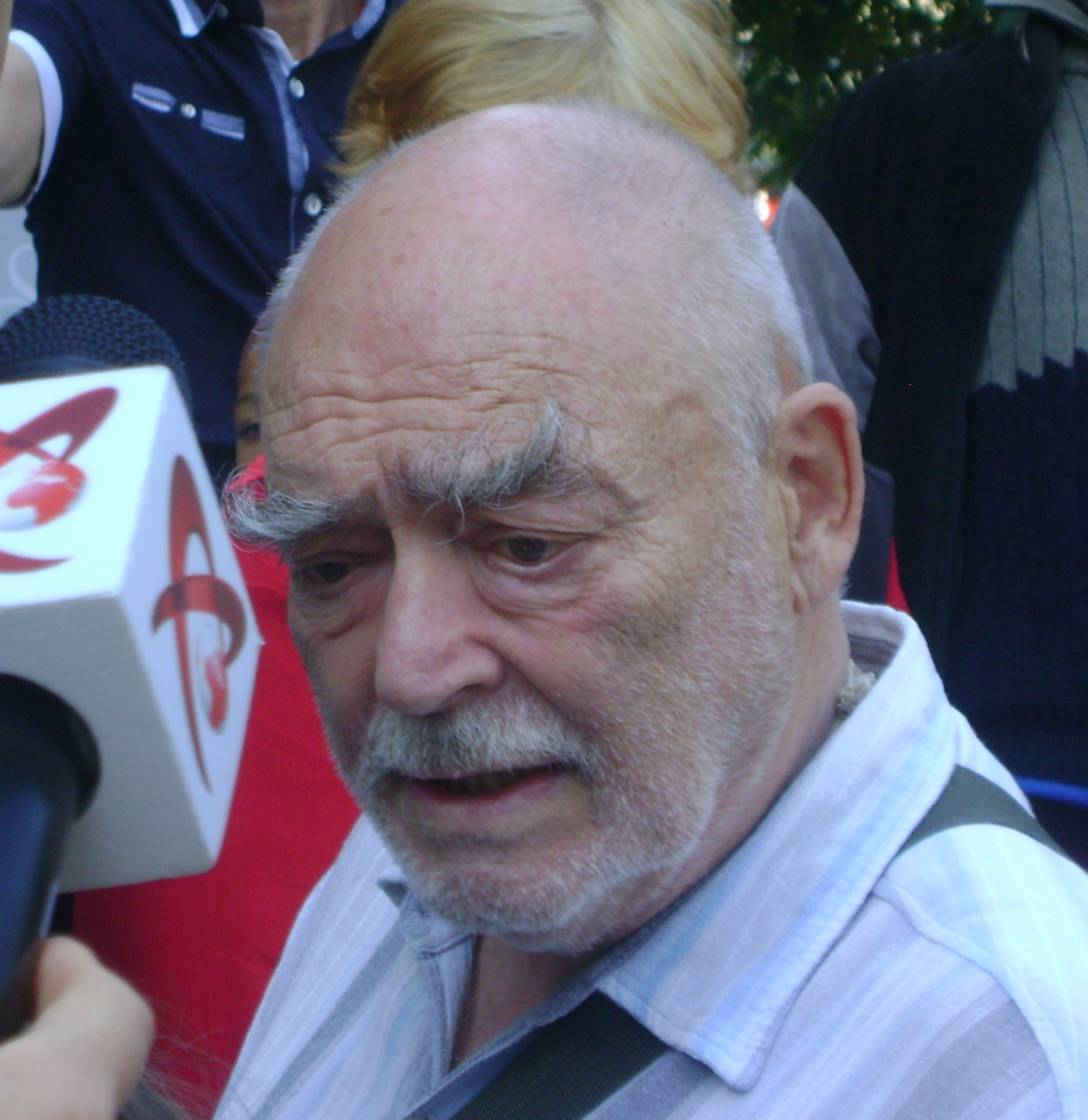
En 2011

## Filmographie sélective
- 1966 : Les Guerriers
- 1970 : Michel le Brave
- 1975 : Actorul și sălbaticii
- 1982 : Guillaume le Conquérant
- 1996 : Signes dans le néant (Semne în pustiu)
- 2007 : L'Homme sans âge